# پیتر وی. وایت
پیتر وی. وایت (انگلیسی: Peter V. White) تدوین‌گر اهل ایالات متحده آمریکا است که بیشتر در زمینهٔ تدوین فیلم‌های تلویزیونی فعال بود.
از فیلم‌ها یا مجموعه‌های تلویزیونی که وی در آن‌ها نقش داشته است، می‌توان به سنگسار در منطقه فولهام و اسلج همر! اشاره نمود.